# Дружук Марія Данилівна
Марія Данилівна Дружук (нар. 1907, село Світоч, тепер Шацького району Волинської області — ?) — українська радянська діячка, робітниця Устилузького лісопильного заводу № 4 Володимир-Волинського району Волинської області. Депутат Верховної Ради СРСР 1-го скликання (з 1940 року). 

## Біографія
Народилася в багатодітній родині продавця сільської крамниці села Світязь біля Шацька. Під час Першої світової війни родина змушена була переїхати до містечка Мацеїв на Ковельщині, де батько незабаром помер.
З юних років Марія Дружук наймитувала, з 1921 року працювала розливницею на спирто-горілчаному заводі. Потім деякий час була безробітною, наймалася робітницею на різні приватні підприємства у Маневичах, Заводовку, Володимир-Волинську, Порицьку, Любитові, Устилузі Волинського воєводства.
З 1928 року — робітниця Устилузького лісопильного заводу Волинського воєводства.
З вересня 1939 року — робітниця-браківниця, профгрупорг Устилузького лісопильного заводу № 4 Володимир-Волинського району Волинської області. У 1940 році обиралася народним засідателем народного суду міста Устилуга.